# The Principles of Scientific Management
The Principles of Scientific Management est une monographie publiée par Frederick Winslow Taylor en 1911 qui a posé les bases du management scientifique, et de ce qu'on a appelé par la suite le taylorisme.
Il y décrit une méthode scientifique d'organisation du travail, qui consiste à donner une tâche à chaque ouvrier à exécuter dans un temps déterminé.
Avec cet ouvrage, Taylor a révolutionné l'idée de l'optimisation de la productivité.
Il a été traduit en français rapidement : Principes d'organisation scientifique des usines  (trad. Jean Royer), Paris, H. Dunod et E. Pinat, 1912.

## Organisation
L'ouvrage est découpé en trois parties : 
- Introduction,
- Chapitre 1 : Fondamentaux du management scientifique,
- Chapitre 2 : Les principes du management scientifique.